# Villalago
Villalago es una  localidad italiana de la provincia de L'Aquila, región de Abruzos de 616 habitantes.

## Evolución demográfica
| Gráfica de evolución demográfica de Villalago entre 1861 y 2001 |
|                                                                 |
| Fuente ISTAT - elaboración gráfica por Wikipedia                |